# Muraena helena

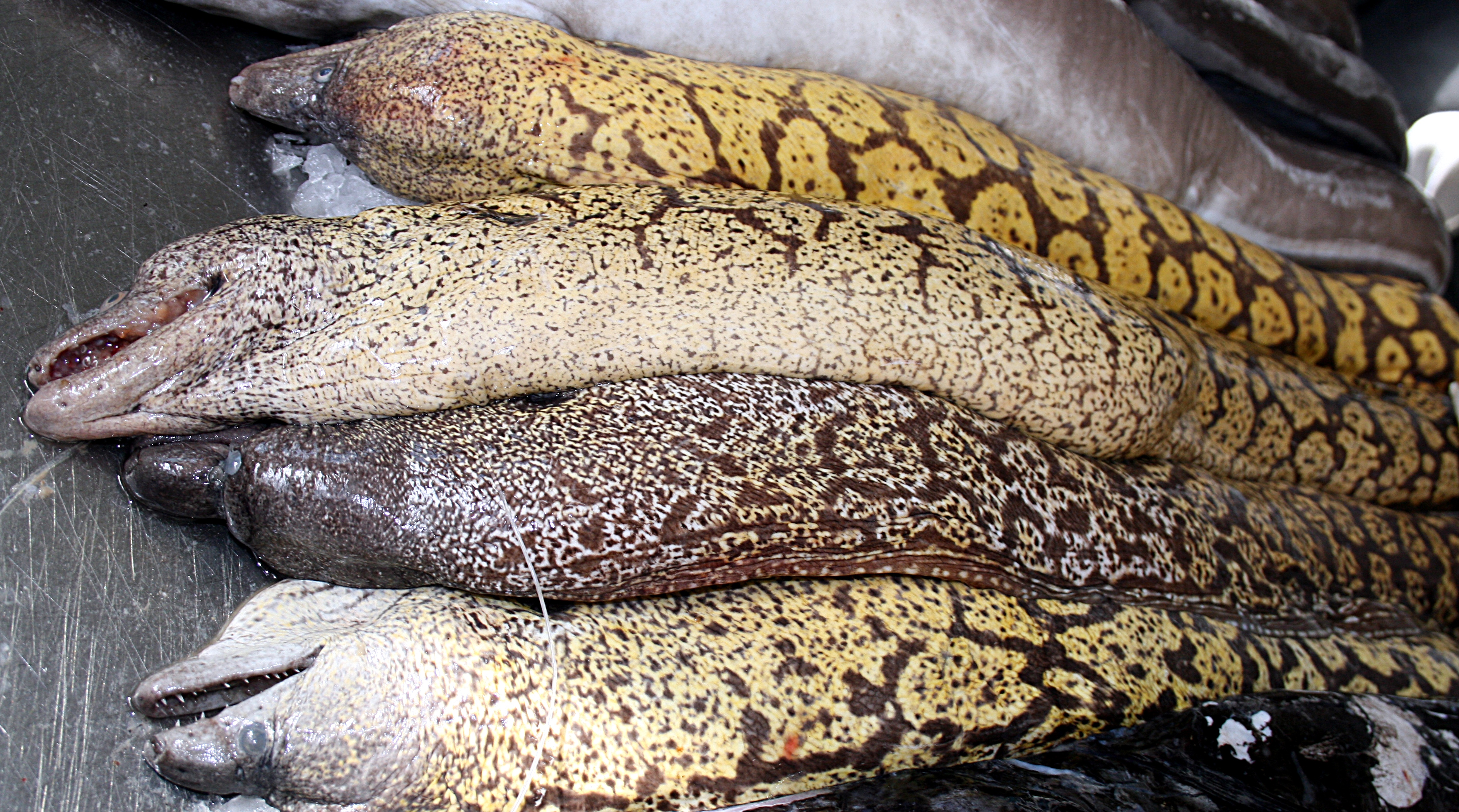
Alcuni esemplari pescati

La murena (Muraena helena Linnaeus, 1758) è un pesce osseo marino appartenente alla famiglia Muraenidae.

## Distribuzione e habitat
È diffusa nel Mar Mediterraneo e nell'Atlantico orientale (dal sud dell'Inghilterra fino al Senegal, comprendendo le zone costiere di Azzorre, Madera, Isole Canarie, e Capo Verde). È comune nel Mediterraneo e nei mari italiani eccetto che nel nord del mar Adriatico.
Popola fondali scogliosi o corallini privi di sedimentazione e ricchi di anfratti a profondità tra 5 e 50 metri. Gli individui giovanili si trovano spesso in acque bassissime.

## Descrizione
Come tutti gli anguilliformi la murena presenta corpo serpentiforme e pinna dorsale, caudale e anale unite in una pinna mediana continua. Il corpo è piuttosto massiccio e relativamente compresso ai lati per tutta la sua lunghezza, la sezione del corpo è ovale e non rotondeggiante come, ad esempio, nell'anguilla. Gli occhi sono abbastanza piccoli; la bocca è molto ampia e armata di denti lunghi e appuntiti rivolti all'indietro. La narice posteriore è dotata di un tubulo ed è situata davanti all'occhio. L'apertura branchiale è piccola, rotondeggiante, situata appena dietro la testa. La pinna dorsale inizia subito dietro agli occhi; la pinna anale ha la sua origine leggermente più indietro della metà del corpo. In questa specie sono assenti le pinne ventrali (come in tutti gli anguilliformi) e le pinne pettorali. Manca inoltre la lingua. La pelle è viscida e priva di scaglie visibili.
Il colore di fondo è bruno scuro o quasi nero completamente cosparso di macchie giallastre di forma, numero e dimensioni estremamente variabili.
La taglia massima è di 150 cm, la misura più comune è di circa 80 cm.

## Biologia
È un pesce notturno e territoriale che trascorre le ore di luce nascosto in tana.

### Alimentazione
Si nutre di pesci, crostacei e molluschi, soprattutto cefalopodi. Caccia di notte serpeggiando tra gli scogli e ricercando le prede con l'olfatto molto sviluppato.

### Riproduzione
La riproduzione avviene in estate. Le larve sono leptocefali.

## Pesca
La murena si cattura soprattutto con nasse e palamiti. Abbocca con facilità alle lenze, soprattutto di notte, e spesso trancia il terminale con i denti. È anche preda frequente dei pescatori subacquei. Le carni sono buone ma ricche di lische.

## Pericolosità per l'uomo
La murena può attaccare anche senza essere provocata a causa della sua territorialità. È particolarmente rischiosa l'abitudine di certi subacquei di offrire cibo alle murene con le mani. Il morso della murena è molto doloroso ma non è certo se siano presenti tossine nella saliva. Tossine in grado di provocare l'emolisi sono invece certamente presenti nel sangue della murena e di numerosi altri anguilliformi come l'anguilla e il grongo. Queste tossine, di natura proteica, sono attive solo se introdotte nel circolo sanguigno dell'uomo mentre sono innocue per ingestione. Vengono comunque inattivate dalla cottura. Circolano sul conto di questo animale dall'aspetto inquietante alcune leggende sinistre e del tutto irreali come, ad esempio, che nell'Antica Roma, dove le murene erano tra i pesci più apprezzati, i vivai di questi pesci venissero alimentati con carne umana.